# Барбара Хърши
Барбара Хърши (на английски: Barbara Hershey) е американска телевизионна и киноактриса.

## Биография
Родена е на 5 февруари 1948 година в Лос Анджелис в семейството на журналист от еврейски произход и презвитерианка от ирландски произход.
От 1965 година се снима в телевизията, а от малко по-късно и в киното. Става известна с кинофилми като „Хана и нейните сестри“ („Hannah and Her Sisters“, 1986), „Последното изкушение на Христос“ („The Last Temptation of Christ“, 1988), „Плажове“ („Beaches“, 1988), както и с телевизионния филм „A Killing in a Small Town“ (1990), за който получава награди „Еми“ и „Златен глобус“

## Избрана филмография
| Година | Филм                            | Оригинално заглавие           | Роля                    | Режисьор         |
| ------ | ------------------------------- | ----------------------------- | ----------------------- | ---------------- |
| 1972   | Бърта бяга                      | Boxcar Bertha                 | Бърта „Товарният вагон“ | Мартин Скорсезе  |
| 1986   | Хана и нейните сестри           | Hannah and Her Sisters        | Лий                     | Уди Алън         |
| 1986   | Най-добрият изстрел             | Hoosiers                      | Майра Флийнър           | Дейвид Анспо     |
| 1988   | Последното изкушение на Христос | The Last Temptation of Christ | Мария Магдалена         | Мартин Скорсезе  |
| 1988   | Плажове                         | Beaches                       | Хилари Уитни Есекс      | Гари Маршал      |
| 1990   | Убийство в малък град           | A Killing in a Small Town     | Кенди Морисън           | Стивън Джиленхал |